# Dorinda Clark Cole
Dorinda Grace Clark conhecida como Dorinda Clark-Cole  ou a "Rosa do Gospel" (Detroit, Michigan em 19 de outubro de 1957) é uma Cantora e Compositora de Musica gospel estadunidense. Ela é mais conhecida por fazer parte do grupo The Clark Sisters e ser filha de Mattie Moss Clark, uma pioneira diretora de corais de música gospel. Dorinda já ganhou dois Grammy Awards.

## Discografia

### Albums
- 2002: Dorinda Clark-Cole (album)
- 2005: Live From Houston: The Rose of Gospel
- 2008: Take It Back
- 2009: In The Face Of Change (EP)
- 2011: I Survived

| Year | Album | Chart positions | Chart positions | Chart positions  |
| Year | Album | U.S.            | U.S. Gospel     | U.S. Heatseekers |
| ---- | --- | --------------- | --------------- | ---------------- |
| 2002 | Dorinda Clark-Cole - 1st solo album - Released: June 11, 2002 - Label: Gospocentric Records                   | —               | 5               | 14               |
| 2005 | Live From Houston: The Rose of Gospel - 2nd solo album - Released: Aug 16, 2005 - Label: Gospocentric Records | 159             | 3               | 4                |
| 2008 | Take It Back - 3rd solo album - Released: 2008 - Label: Gospocentric Records                                  | 104             | 3               | -                |
| 2011 | I Survived - 4th solo album - Released: 2011 - Label: Light Records                                           | 120             | 3               | -                |

### Singles
- 2002: "No Not One (featuring J. Moss)"
- 2002: "I'm Coming Out"
- 2002: "Still Here"
- 2005: "Great Is The Lord"
- 2005: "So Many Times"
- 2008: "Take It Back"
- 2009: "Change"
- 2009: "This Is It"
- 2011: "Back to You"
- 2011: "He Brought Me"
- 2011: "God Will Take Care of You"
- 2011: "For My Good"
- "Thank You (Feat. Twinkie Clark)

### Outros
- "Hero (featuring Dorinda Clark Cole)" - Kirk Franklin (from Hero)
- "Tis So Sweet" - Dorinda Clark Cole (from Build A Bridge)
- "Higher Ground" - Missy Elliott, Karen Clark Sheard, Kim Burrell, Mary Mary, Dorinda Clark Cole, and Yolanda Adams (from Miss E... So Addictive) (Elektra, 2001)
- "It Will All Be Worth It" - Mary Mary feat. Gospel Legends (from The Sound)
- "Im Wrapped in You (featuring Dorinda Clark Cole)" - Bishop Eddie L. Long (from The Kingdom, Vol. 1 (feat. GW's))
- "Still Mighty, Still Strong (feat. Dorinda Clark Cole)" - Youthful Praise, Resting On His Promise (2009)

## Videografia
- 2003: Dorinda Clark Cole Live
- 2007: Live From Houston: The Rose of Gospel

## Filmografia
- 2011: The Marriage Lover
- The Dorinda Show